# Joseph Clep
Joseph Placide Benedictus Winnocq Clep (Herzele, Frankrijk, 4 oktober 1785 - Brussel, 8 mei 1871) was een Belgisch volksvertegenwoordiger.

## Levensloop
Hij was de zoon van Ubaldus Clep en van Isabelle Cousyn. Hij vestigde zich in 1804 in Alveringem en trouwde in 1813 in Veurne met Marie-Claire Deman. Het huwelijk bleef kinderloos.
Na studies aan de École de Droit in Brussel (1812-1813), werd hij advocaat en procureur bij de rechtbank van Veurne. Hij werd notarisklerk en notaris in Alveringem (1816-1825) en notaris in Veurne (1826-1833). Van 1830 tot 1832 was hij gemeenteraadslid van Veurne.
Onder het Verenigd Koninkrijk der Nederlanden werd hij lid van de provinciale staten voor de landelijke stand (1827 tot 1836). Bij de eerste verkiezingen voor de provincieraad in 1836 werd hij tot lid verkozen en onmiddellijk daarna tot bestendig afgevaardigde.
In 1845 werd hij verkozen tot volksvertegenwoordiger voor het arrondissement Veurne, een mandaat dat hij uitoefende tot in 1854. Clep behoorde er tot de katholieke verkozenen.
In 1856 schonk hij 155 ha aan het op te richten bestuur van de Burgerlijke Godshuizen in Hoogstade, waarmee een bejaardeninstelling werd gebouwd.
Er is nog steeds een rustoord Clep en ook een Clepstraat in Hoogstade, een deelgemeente van de gemeente Alveringem.